# Miloš Pech
Miloš Pech (* 22. srpna 1927 Praha) je bývalý český rychlostní kanoista, který v této oblasti soutěžil od konce 40. do poloviny 50. let 20. století. Na mistrovství světa v rychlostní kanoistice získal dvě medaile, stříbrnou (K1 10 000 m: 1954) a bronzovou (K4 1 000 m: 1948).
Účastnil se také dvou letních olympijských her, přičemž nejlepšího umístění dosáhl v roce 1948 v Londýně v závodě K2 na 1 000 m, kde skončil pátý.